# 969
Évszázadok: 9. század – 10. század – 11. század
Évtizedek: 910-es évek – 920-as évek – 930-as évek – 940-es évek – 950-es évek – 960-as évek – 970-es évek – 980-as évek – 990-es évek – 1000-es évek – 1010-es évek
Évek: 964 – 965 – 966 – 967 –  968 – 969 – 970 – 971 – 972 – 973 – 974

## Események

### Bizánci Birodalom
- Mikhaél Burtzész hadvezér, akit II. Niképhorosz császár Antiokhia ostromzár alatt tartásával bízott meg, egy áruló segítségével elfoglalja a városfal egyik tornyát, majd az erősítés megérkeztével hatalmába keríti a várost. A császár azonban leváltja a posztjáról, mert megszegte azt a parancsát, hogy az épületek védelmében nem rohamozhatja meg a várost.
- Egy bizánci sereg Petrosz hadvezér vezetésével ostrom alá veszi Aleppót, amely a lázadó Karkuja uralma alatt van. Karkuja kapitulál és cserébe azért, hogy elismerjék emírnek, vazallusi esküt tesz a bizánciaknak, valamint átengedi nekik Szíria északnyugati részét.
- Mikhaél Burtzész összeesküvést sző Niképhorosz unokaöccsével, Ióannész Tzimiszkésszel (aki állítólag Theophanó császárné szeretője) a császár meggyilkolására. Decemberben az egyik éjszaka Theophanó nyitva hagyja Niképhorosz hálótermének ajtaját, az összeesküvők pedig megölik az uralkodót.
- A trónt Ióannész Tzimiszkész foglalja el, aki feleségül akarja venni Theophanót, de Polüeuktosz pátriárka nyomására a népszerűtlen özvegyet inkább Prinkipo szigetére száműzi.

### Európa
- Szvjatoszlav kijevi fejedelem visszatér Bulgáriába és magyar és besenyő segédcsapatok segítségével ismét legyőzi a bolgár sereget. I. Péter cár szélütést kap, lemond a trónról fia, II. Borisz javára, akit Szvjatoszlav arra kényszerít hogy szövetkezzen vele Bizánc ellen. Szvjatoszlav kijelenti, hogy Bulgáriát birodalmához csatolja és a Duna torkolatánál, Perejaszlavecben rendezi be fővárosát.
- A dél-itáliai bizánci városok elleni hadjárat vezetését az idős Ottó német-római császár helyett Vasfejű Pandulf beneventói herceg veszi át, ő azonban Bovino ostrománál fogságba esik és megláncolva küldik Konstantinápolyba.
- Meghal II. Mihály Krešimir horvát király. Utóda fia, Stjepan Držislav.
- XIII. János pápa a Beneventói püspökséget érsekségi rangra emeli.

### Észak-Afrika
- Miután az előző évben a 11 éves Ahmad ibn Ali ibn al-Ihsíd került az egyiptomi trónra, a kormányzat megbénul és a pártok egymással kezdenek harcolni. Al-Muizz fátimida kalifa Dzsauhar al-Szikilli vezetésével nagy sereget küld Egyiptom meghódítására. Májusban Dzsauhar ellenállás nélkül bevonul Alexandriába, majd június végére megszállja Egyiptomnak a Nílustól nyugatra eső részét. Miután a tárgyalások eredménytelennek bizonyulnak, Dzsauhar átkel a Níluson, legyőzi az Ihsídidák seregét és elfoglalja a fővárost, Fusztátot.
- Dzsuhar Fusztáttól északra új, erődített várost alapít, al-Manszúrijját, amely később a Kairó nevet kapja.

### Japán
- A 20 éves elmebeteg Reizei császárt lemondatják és a trónt 11 éves öccse, Enjú foglalja el.

## Születések
- V. Vilmos, aquitániai herceg

## Halálozások
- július 11. – Olga, kijevi fejedelemaszony
- december 10. – II. Niképhorosz, bizánci császár
- II. Mihály Krešimir, horvát király
- Nászir al-Daula, moszuli emír